# L'Âge d'aimer
Pour plus de détails, voir Fiche technique et Distribution.
L'Âge d'aimer (Too Young to Kiss) est un film américain en noir et blanc réalisé par Robert Z. Leonard, sorti en 1951.

## Synopsis
Cynthia Potter, la vingtaine tardive, est une pianiste expérimentée qui tente d'attirer l'attention du promoteur de concerts Eric Wainwright. Ce dernier, cependant, ne recherche que de jeunes talents. Pour répondre à ses critères, Cynthia se fait passer pour sa propre sœur cadette fictive, une "Molly" Potter de quatorze ans. Wainwright est captivé par les compétences de Molly et, au fil de leur travail ensemble, développe une affectation paternelle pour elle. Cynthia, quant à elle, est attirée à son corps défendant par le promoteur avec qui elle ne  s’entend pas du tout.

## Fiche technique
- Titre français : L'Âge d'aimer
- Titre belge : L'Âge d'aimer
- Titre original : Too Young to Kiss
- Réalisation : Robert Z. Leonard
- Scénario : Frances Goodrich et Albert Hackett, d’après une histoire d'Everett Freeman
- Directeur musical : Johnny Green
- Musique : Johnny Green
- Direction artistique : Cedric Gibbons et Paul Groesse
- Décorateur de plateau : Jack D. Moore et Edwin B. Willis
- Costumes : Helen Rose
- Photographie : Joseph Ruttenberg
- Montage : Conrad A. Nervig
- Producteur : Sam Zimbalist
- Société de production et de distribution : Metro-Goldwyn-Mayer
- Pays de production :  États-Unis
- Langue d'origine : anglais américain
- Format : noir et blanc — 35 mm — 1,37:1 — son : mono (Western Electric Sound System)
- Genre : comédie romantique
- Durée : 91 minutes
- Dates de sortie : 
  - États-Unis : 22 novembre 1951 (New York)
  - France : 3 juillet 1953

## Distribution
- June Allyson : Cynthia Potter
- Van Johnson : Eric Wainwright
- Gig Young : John Tirsen
- Rita Corday : Denise Dorcet
- Kathryn Givney : Miss Benson
- Larry Keating : Danny Cutler
- Hans Conried : M. Sparrow
- Esther Dale : Mme Boykin
- Antonio Filauri : Veloti
- Jo Gilbert : Gloria
- Alexander Steinert : conducteur
- Josephine Whittell : Mme Fullerton